# Peperomia caperata
Espèce
Peperomia caperata est une espèce de plantes de la famille des Pipéracées originaire du Brésil.